# Remoulade

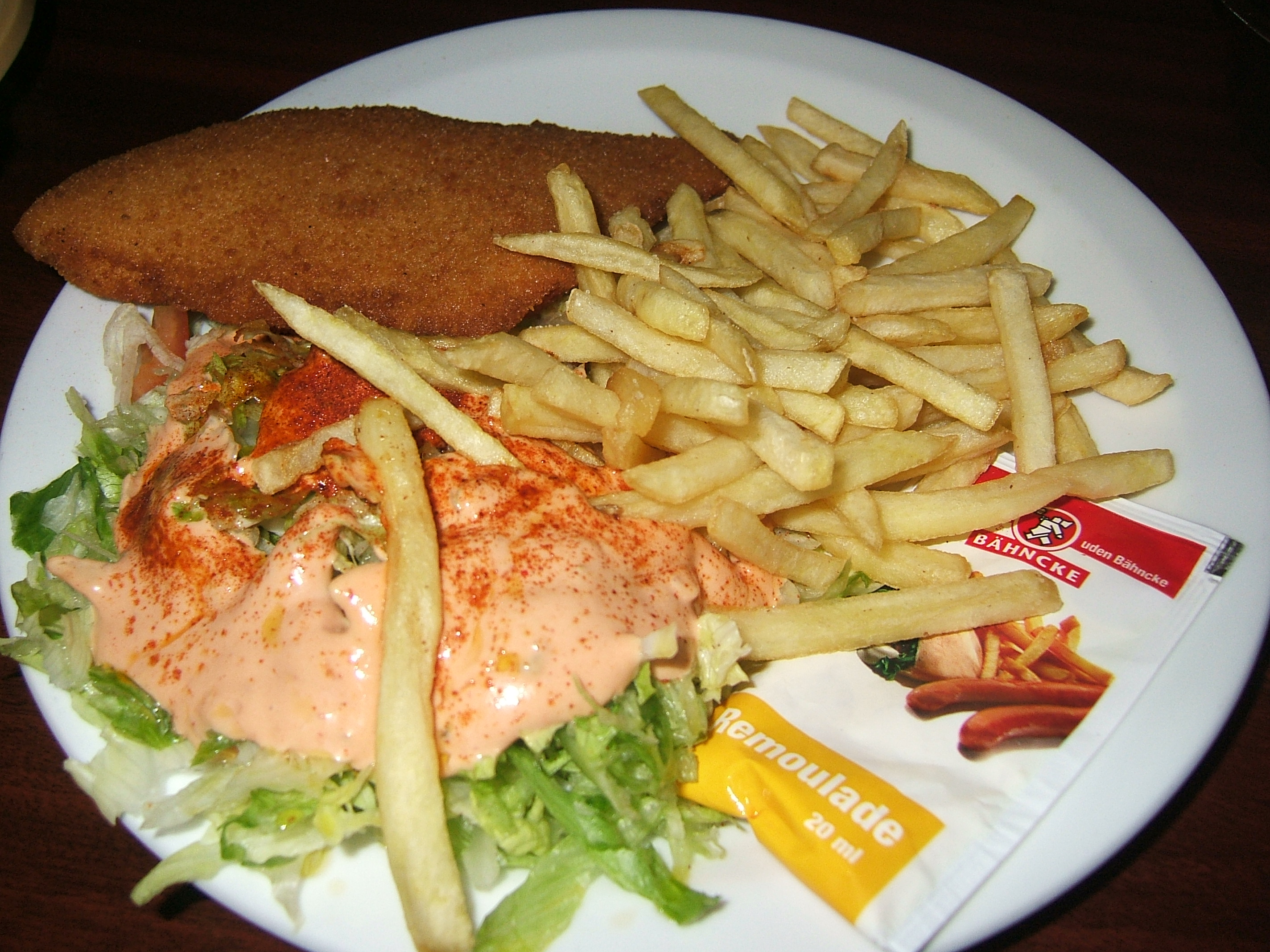
Remoulade num prato servido num restaurante turco, em Copenhaga.

Remoulade (ou "rémoulade" na forma original) é um molho feito a partir de uma maionese a que se adicionou mostarda, picles, anchovas e outros condimentos. Inventado na França, é muito popular na Dinamarca e em Luisiana.
Considerado um clássico da culinária da França, é muito popular na Dinamarca e na Luisiana, onde tomou uma forma especial com o condimento cajun; é servida principalmente com mariscos fritos e em po boys. 